# Pingtan, Guangdong
Pingtan (kinesiska: 平潭) är en köping i sydöstra Kina. Den ligger i stadsdistriktet Huiyang i staden Huizhou i provinsen Guangdong, omkring 130 kilometer öster om provinshuvudstaden Guangzhou. Antalet invånare är 32 271. Befolkningen består av 15 602 kvinnor och 16 669 män. Barn under 15 år utgör 19,0 %, vuxna 15-64 år 70 %, och äldre över 65 år 10,0 %.